# 凯文·洛德
凯文·艾伦·洛德（英語：Kevin Allen Loder，1959年3月15日—），美国NBA联盟前职业篮球运动员。他在1981年的NBA选秀中第1轮第17顺位被堪萨斯城国王选中。